# Косс Корнелій Лентул Гетулік
Косс Корнелій Лентул Гетулік (*Cossus Cornelius Lentulus Gaetulicus, 25 —75) — давньоримський аристократ, сенатор.

## Життєпис
Походив з патриціанського роду Корнеліїв Лентулів. Син Гнея Корнелія Лентула Гетуліка, консула 26 року. Вів достойне, моральне життя, не втручався у політичні чвари. Займався здебільшого власними маєтками та віллами.

## Родина
- Корнелія Лентула, весталка